# Gunnar Gersted
Gunnar Gersted (født 29. november 1906 i Vejen) var en dansk højesteretssagfører, der var ansat som partner i det advokatfirma, som senere blev kendt som Hjejle Gersted Mogensen. I 2009 fusionerede dette med Jonas Bruun til Bruun & Hjejle, der i dag er et af landets største advokatfirmaer.
Gersted var søn af direktør Niels Petersen og hustru Mette Kirstine Petersen (f. Lauridsen). Han fik sin studentereksamen fra Haderslev Katedralskole i 1926 og blev uddannet cand.jur. i 1933. Herefter fik han ansættelse ved Det Shaw'ske advokatkontor og han er i denne forbindelse krediteret med at bringe kontoret ind i en opgangsperiode gennem sin betydelige proceduremæssige indsats. Han blev medindehaver af kontoret i 1952 og var i denne periode en betydelig person inden for det danske advokatsamfund.
I 1960 udgav han bogen "Likvidation af insolvente aktieselskaber". Han har derudover udgivet en række andre afhandler indenfor juraen.
Gersted var gift af flere omgange, først i 1933 med Sonja Gersted (f. Styrmer) med hvem han fik datteren Birgitte Christine Gersted, der senere giftede sig med advokat Henrik Wedell-Wedellsborg. Efter Gersted og Sonjas skilsmisse i 1957, giftede han sig igen i 1959 med den fraskilte Agnete Gersted (f. Byrdal), datter af overretssagfører Henri C.V. Byrdal. Han blev enkemand efter Agnete i 1966.
I løbet af sin levetid var han medlem af bestyrelsen for bl.a. Sagførerforeningen, Sagførersamfundets 1. kreds, Advokatrådet og Højestretsskrankens bestyrelse. I sine sidste år flyttede han til Monaco.